# Wenlocki
A wenlocki a szilur földtörténeti időszak négy kora közül a második, amely 433,4 ± 0,8 millió évvel ezelőtt (mya) kezdődött, és 427,4 ± 0,5 mya ért véget.
Nevét a közép-angliai Much Wenlock kisvárosról, illetve az ott található Wenlock Edge nevű geológiai kibúvásról kapta. Az elnevezést Roderick Murchison skót geológus vezette be a szakirodalomba 1833-ban.

## Tagolása
A wenlocki kort az alábbi két korszakra tagolják (a korábbitól a későbbi felé haladva):
- Sheinwoodi korszak: 433,4 ± 0,8 – 430,5 ± 0,7 Ma
- Homeri korszak: 430,5 ± 0,7 – 427,4 ± 0,5 Ma